# Daemonorops mirabilis
Daemonorops mirabilis är en enhjärtbladig växtart som först beskrevs av Carl Friedrich Philipp von Martius, och fick sitt nu gällande namn av Carl Friedrich Philipp von Martius. Daemonorops mirabilis ingår i släktet Daemonorops och familjen Arecaceae. Inga underarter finns listade i Catalogue of Life.